# 福島県道55号郡山矢吹線
福島県道55号郡山矢吹線（ふくしまけんどう55ごう こおりやまやぶきせん）は、福島県郡山市から西白河郡矢吹町に至る県道（主要地方道）である。

## 概要

### 路線データ
- 起点 : 郡山市喜久田町卸1丁目
- 終点 : 西白河郡矢吹町滝八幡（国道4号交点 柿ノ内交差点）
- 総延長：32.293㎞
  - 実延長：31.211㎞[1]

## 歴史
- 1982年4月1日 - 建設省告示第935号が公布され、県道木ノ崎喜久田線、須賀川田島線の一部、久田野木ノ崎線、矢吹長沼線の一部が主要地方道郡山矢吹線として指定される。
- 1983年（昭和58年）1月11日 - 福島県によって県道路線に認定される[2]。
- 1993年（平成5年）5月11日 - 建設省から、県道郡山矢吹線が郡山矢吹線として主要地方道に指定される[3]。

## 路線状況

### 重用路線
- 福島県道142号河内郡山線（郡山市片平町字並西勝 - 同市片平町字南前）
- 福島県道109号安積長沼線（須賀川市舘ケ岡字町尻 - 同市舘ケ岡字本郷）
- 国道118号（須賀川市木之崎 地内）
- 福島県道291号木ノ崎岩淵線（須賀川市木之崎字上之内 - 同市木之崎字北畑）
- 福島県道108号矢吹堀込線（須賀川市矢田野字中大川原 - 西白河郡矢吹町滝八幡 終点）
- 福島県道282号十日市矢吹線（岩瀬郡天栄村高林字日照田 - 西白河郡矢吹町滝八幡 終点）

### バイパス・新道
大久保工区
- 起点 - 須賀川市矢沢字池ノ下
- 終点 - 須賀川市大久保字後田
- 全長 - 1,460m
- 幅員 - 10.0m（車道部6.0m）

須賀川市立白江小学校付近の集落内では当路線が幅員狭小であり、また屈曲部が有ることから車両、歩行者の安全な通行の支障となっていた。また白江小学校の児童の通学の安全を確保するために車両通行の分散化が求められていたことから集落の北西側を迂回するバイパスの建設が2005年度に事業化され、2018年度の完成を目標にしている。
高林工区
- 起点 - 岩瀬郡天栄村高林字上野
- 終点 - 岩瀬郡天栄村高林字南
- 延長 - 1014.9m

高林地区の集落内の幅員狭小でクランク上に屈曲する安全な通行の支障となる区間をバイパスするために集落の東へ迂回する形で建設された。2018年2月27日に供用され、旧道は村道へ移管された。

### 道路施設
沢布沢橋
郡山市片平町字柳作、字西柳作から字ドロブ沢、字東瓜坪に至る。
馬場川橋
- 全長：18.8m
- 幅員：7.5m
- 竣工：1977年[6]

郡山市片平町字ドロブ沢、字東瓜坪から字北廟サ場、字樋口に至り、一級水系阿武隈川水系馬場川を渡る。
逢瀬川橋
南川橋
- 全長：21.6m
- 幅員：6.0（10.0）m
- 形式：PC単純プレテンホロー桁橋
- 竣工：2006年度
- 施工：常磐興産ピーシー

郡山市大槻町字衛門田から字愛宕北に跨り、一級水系阿武隈川水系南川を渡る。1986年に発生した8.5水害を契機に南川の河川改修が行われたのに伴い総合流域防災事業として架け替えられた。総工費は6500万円。
崖原橋
- 全長：41.4m
- 幅員：6.5m
- 竣工：1972年[8]

須賀川市舘ケ岡字来迎寺にて一級水系阿武隈川水系滑川を渡る。橋上は上下対向2車線で供用され、歩道は設置されていない。
田中橋
- 全長：22.6m
- 幅員：8.5m
- 竣工：1976年[8]

須賀川市矢沢字田中から字新田中、字新木曽前に跨り、一級水系阿武隈川水系滑川支流岩根川を渡る。橋上は上下対向2車線で供用され、下り線側に歩道が設置されている。
富入橋
- 全長：69.8m
- 幅員：6.0m
- 竣工：1968年[6]

須賀川市木之崎字下沖から矢田野字藤原、字中大川原に至り、一級水系阿武隈川水系江花川を渡る。
柿ノ内橋
- 全長：42.7m
- 幅員：7.5（10.0）m
- 形式：単径間単純合成鋼鈑桁橋
- 竣工：1986年度

別名飽度橋。西白河郡矢吹町南町から滝八幡に跨がり、一級水系阿武隈川水系隈戸川を渡る。1930年にかけられ老朽化し、幅員4.9mと狭隘であった旧橋梁の架替のため、1983年度より地方道橋梁整備事業により建設された。総事業費は2億3000万円。

## 地理

### 通過する自治体
- 福島県
  - 郡山市
  - 須賀川市
  - 岩瀬郡天栄村
  - 西白河郡矢吹町
  - 岩瀬郡鏡石町
  - 西白河郡矢吹町

### 交差する道路
- 郡山市
  - 国道49号（喜久田町卸1丁目（卸団地入口交差点） 起点）
  - 福島県道142号河内郡山線 郡山市街方面（片平町並西勝）
  - 福島県道142号河内郡山線 河内方面（片平町南前）
  - 東北自動車道 郡山中央スマートIC下り線（片平町庚坦原）
  - 東北自動車道郡山中央スマートIC上り線（大槻町字中ノ平東）
  - 福島県道6号郡山湖南線（大槻町字上町（大槻上町交差点））
  - 福島県道47号郡山長沼線 （三穂田町駒屋字石橋）
  - 福島県道294号三穂田須賀川線（三穂田町野田字中沢目）
- 須賀川市
  - 福島県道109号安積長沼線 安積方面（舘ケ岡字町尻）
  - 福島県道109号安積長沼線 長沼方面（舘ケ岡字本郷）
  - 福島県道67号中野須賀川線（矢沢字明池）
  - 国道118号 会津若松方面・福島県道291号木ノ崎岩淵線（木之崎字上之内）
  - 国道118号 水戸方面（木之崎字北畑）
  - 福島県道291号木ノ崎岩淵線 国道118号方面（木之崎字北畑）
  - 福島県道291号木ノ崎岩淵線 鏡石方面（木之崎字中之内）
  - 福島県道108号矢吹堀込線 長沼方面（矢田野字中大川原）
  - 福島県道289号下松本鏡石停車場線（保土原字寺作田）
- 天栄村
  - 福島県道282号十日市矢吹線 白河方面（高林字日照田）
- 矢吹町
  - 国道4号（滝八幡（柿ノ内交差点） 終点）

### 沿線にある施設など
- 郡山市立片平中学校
- 福島県立聴覚支援学校・福島県郡山光風学園
- 郡山市立大槻中学校
- 美女池
- 新池
- 郡山三穂田温泉
- 東都郡山カントリークラブ
- 須賀川市立白江小学校
- いわせニュータウン
- 須賀川第三工業団地
- 福島県立ふくしま医療センターこころの杜